# Bernardino Zendrini (Autor)

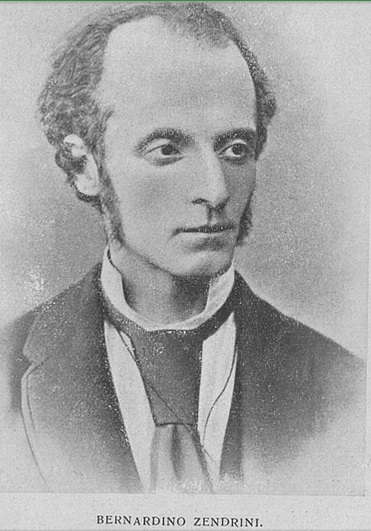
Bernardino Zendrini

Bernardino Zendrini (* 6. Juli 1839 in Bergamo; † 2. August 1879 in Palermo) war ein italienischer Dichter und Übersetzer.

## Leben
Bernardino Zendrini, Sohn eines namhaften Arztes, verbrachte einen Teil seiner Kindheit in der deutschen Schweiz, wo er sich frühzeitig eine vollkommene Kenntnis des Deutschen aneignete. Er widmete sich dem Studium der Rechte in Zürich und Pavia, wo er 1861 zum Doktor promoviert wurde. Doch gab er die Laufbahn eines Rechtsgelehrten auf und übernahm 1862 den Lehrstuhl der italienischen Sprache am Lyzeum zu Como. Zuvor hatte er schon durch seine Doktordissertation über die „freie Kirche im freien Staat“ sowie durch eine öffentlich gesprochene Trauerrede auf den Tod Cavours Beweise seiner literarischen Fähigkeiten gegeben.
In Como studierte Zendrini eifrig seinen Lieblingsdichter Heinrich Heine und veröffentlichte 1864 eine treffliche Monographie über diesen in der Civiltà cattolica. Bald darauf erschien seine Ghirlanda dantesca (Mailand 1865), ein Gedichtzyklus zur Dante-Feier. Von Como wurde Zendrini 1865 ans Lyzeum zu Ferrara versetzt. 1867 wurde er Professor der deutschen Sprache und Literatur an der Universität Padua. Seit 1876 wirkte er als Professor der italienischen Literatur an der Universität Palermo. Er starb am 2. August 1879 im Alter von 40 Jahren in Palermo.
In die Zeit von Zendrinis Aufenthalts in Ferrara fällt die Veröffentlichung seiner vorzüglichen Übersetzung von Heines Buch der Lieder (Il canzoniere di Heine, Mailand 1865; 4. wesentlich verbesserte Auflage, 2 Bände, ebd. 1884). Diese Leistung, die Frucht mehrjähriger Beschäftigung mit dem deutschen Poeten, machte Zendrinis Namen bald allgemein bekannt und trug das Ihrige dazu bei, die Poesie Heines in Italien populär zu machen. Auch mit Originalgedichten trat Zendrini hervor (Prime poesie, Padua 1871). Viele davon sind von Paul Heyse, Julius Schanz u. a. ins Deutsche übertragen. Zendrinis Opere complete wurden von T. Massarani (3 Bände, Mailand 1881–83), seine Briefe von G. Pizzo (Mailand 1886) herausgegeben.